# Fuchida Mitsuo
Fuchida Mitsuo (淵田 美津雄 Mitsuo Fuchida,  3 tháng 12 năm 1902 – 30 tháng 5 năm 1976) là một phi công của Hải quân Đế quốc Nhật Bản trước và trong Chiến tranh thế giới thứ hai với quân hàm Đại tá. Ông là người đã chỉ huy các lực lượng không quân Nhật Bản trong trận tấn công Trân Châu cảng vào ngày 7 tháng 12 năm 1941 và tham gia nhiều trận hải chiến khác ở Thái Bình Dương.

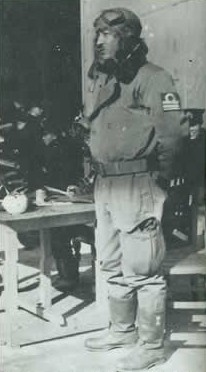
Thiếu tá Fuchida chuẩn bị cho trận Trân Châu cảng

Sau Chiến tranh thế giới thứ hai, Fuchida trở thành một tín đồ Cơ đốc giáo và sau đó đến Hoa Kỳ sinh sống. Ông trở thành công dân Hoa Kỳ năm 1966.

## Cuộc đời

### Trước Chiến tranh thế giới thứ hai
Fuchida Mitsuo sinh tại nơi ngày nay là Katsuragi, tỉnh Nara. Ông vào học tại Trường Quân sự Hải quân tại Etajima, Hiroshima vào năm 1921, nơi ông gặp gỡ Genda Minoru và khám phá ra niềm yêu thích lái máy bay. Ông được điều đến làm việc tại hàng không mẫu hạm Kaga năm 1929, sau đó là Liên đoàn bay Sasebo trước khi tham gia Chiến tranh Trung-Nhật. Fuchida được thăng hàm Thiếu tá và được chấp nhận cho vào học tại Đại học Hải quân. Năm 1939, ông trở thành chỉ huy không quân của hàng không mẫu hạm Akagi. 

### Chiến tranh thế giới thứ hai
Năm 1941, theo sự tiến cử của Genda, đô đốc Yamamoto Isoroku đã chọn Fuchida, lúc này đã trải qua 3.000 giờ bay, làm chỉ huy trưởng lực lượng không quân của cả sáu hàng không mẫu hạm Nhật Bản chuẩn bị cho kế hoạch tấn công tiêu diệt hạm đội Thái Bình Dương của Hoa Kỳ ở Trân Châu cảng.
6 giờ sáng ngày 7 tháng 12 năm 1941, Fuchida trong chiếc áo sơmi đỏ, quấn ngang đầu một tấm băng trắng để biểu thị tinh thần quyết tử của truyền thống võ sĩ đạo, bước vào buồng lái chiếc máy bay phóng ngư lôi Nakajima B5N2 cùng với viên phi công và hiệu thính viên của mình để chỉ huy đợt tấn công thứ nhất gồm 183 máy bay. Phần không kích của cuộc tấn công vào Trân Châu Cảng bắt đầu lúc 7 giờ 48 phút sáng giờ Hawaii. Để phát lệnh tấn công, Fuchida đã phát đi mật mã "To... To... To..." với một phát súng bắn pháo hiệu màu đen, đây là hiệu lệnh tấn công trong điều kiện địch quân đã bị bất ngờ. Đúng 7 giờ 53 phút, ngay trước khi trái bom đầu tiên rơi xuống Trân Châu cảng, Fuchida đánh đi mật mã thứ hai "Tora... Tora... Tora... ". Mật mã này có nghĩa là cuộc tấn công đã được đảm bảo hoàn toàn bất ngờ.
Đúng 9 giờ 45 phút, Fuchida Mitsuo ra lệnh cho tất cả các máy bay Nhật quay tụ về mũi đất Kaena để quay về hạm đội, kết thúc cuộc tấn công. Khoảng gần giữa trưa, máy bay của ông mới trở về tàu Akagi. Sau đó Fuchida và Genda, đã thuyết phục Đô đốc Nagumo Chūichi tiếp tục thực hiện đợt không kích thứ ba nhằm tiêu diệt càng nhiều càng tốt nhiên liệu và ngư lôi dự trữ tại Trân Châu Cảng, cũng như các cơ sở sửa chữa và ụ tàu nhưng đô đốc Nagumo ra lệnh nhổ neo và toàn thể các chiến hạm của "Kido-Butai" quay sang hướng Tây thẳng tiến về bờ biển Nhật Bản.
Ngày 19 tháng 2 năm 1942, Fuchida chỉ huy 188 máy bay ném bom cảng Darwin của Úc. Đến ngày 5 tháng 4, ông tiếp tục chỉ huy một lực lượng 125 máy bay bao gồm 36 chiếc máy bay ném bom bổ nhào Aichi D3A, 53 chiếc máy bay phóng ngư lôi Nakajima B5N và 36 chiến đấu cơ A6M Zero tiến đến không kích thành phố cảng Colombo trong cuộc không kích Hạm đội Phương Đông của Hải quân Hoàng gia Anh ở Ấn Độ Dương. Fuchida sau này đã viết rằng cuộc không kích này là một cuộc tấn công lãng phí người và khí tài tốt nhất của hải quân Nhật.
Vào tháng 6 năm 1942, Fuchida bị thương trong trận Midway khi đang ở trên boong hàng không mẫu hạm Akagi do không thể tham gia trận đánh vì phải phẫu thuật ruột thừa trước đó vài ngày. Sau khi hồi phục, giai đoạn còn lại của chiến tranh, Fuchida trở thành sĩ quan tham mưu. Ông đã có mặt ở Hiroshima một ngày trước khi bom nguyên tử được ném xuống thành phố khi tham gia một cuộc họp kéo dài một tuần với Lục quân Nhật trước khi quay về Tokyo sau khi nhận được một cú điện thoại từ Bộ chỉ huy Hải quân. Sau đó, ông tiếp tục trở lại Hiroshima một ngày sau đó để kiểm tra và đánh giá mức độ tàn phá của bom nguyên tử. Sau này, những thành viên trong đội nghiên cứu đi cùng Fuchida đã chết vì nhiễm phóng xạ nhưng riêng ông lại không bị gì.

### Sau Chiến tranh thế giới thứ hai
Năm 1950, ông cải đạo sang Cơ Đốc giáo. Tháng 2 năm 1954, nhà xuất bản Reader's Digest xuất bản câu chuyện của Fuchida về cuộc tấn công Trân Châu cảng. Ông cũng tham gia viết các quyển sách khác như From Pearl Harbor to Golgotha (tên khác: From Pearl Harbor to Calvary) và Midway (tên khác: Midway: The Battle that Doomed Japan, the Japanese Navy's Story).
Hồi ký của ông mang tên God's Samurai: Lead Pilot at Pearl Harbor (The Warriors).
Fuchida chết vì biến chứng của căn bệnh dạ dày tại Kashiwara, gần Osaka ngày 30 tháng 5 năm 1976 ở tuổi 73.

## Điện ảnh
Trong bộ phim năm 1970 Tora, Tora, Tora về cuộc tấn công Trân Châu cảng, nam diễn viên người Nhật Takahiro Tamura đã đóng vai Fuchida.